# Dendrobium stockeri
Dendrobium stockeri là một loài thực vật có hoa trong họ Lan. Loài này được T.Yukawa mô tả khoa học đầu tiên năm 2000.